# Peggy Gou
Peggy Gou (페기 구?, Pegi GuLR), pseudonimo di Kim Min-ji (김민지?, Gim MinjiLR; Incheon, 3 luglio 1991), è una disc jockey, produttrice discografica e stilista sudcoreana.
In poco tempo dal suo esordio musicale, l'artista è stata in grado di attrarre un nutrito gruppo di fan, i quali portano ai suoi eventi pupazzi e rappresentazioni di giraffe, ginger shots, bandiere sudcoreane e ballano con le scarpe in mano.

## Biografia
Peggy Gou è nata con il nome di battesimo di Kim Min-ji nella città di Incheon, in Corea del Sud, il 3 luglio 1991, figlia di una donna d'affari e di un professore e scrittore afferente all'Università Inje, nonché membro dell'agenzia governativa Korea Communications Commission.
A otto anni iniziò a prendere lezioni di pianoforte per musica classica, mentre all'età di 14 anni i suoi genitori la mandarono a Londra, nel Regno Unito, per studiare la lingua inglese. Tornata in patria a diciotto anni, ha nuovamente lasciato la Corea del Sud per studiare moda presso il London College of Fashion. Dopo aver lavorato come corrispondente editorialista da Londra per il segmento coreano di Harper's Bazaar, si trasferisce a Berlino, in Germania, dove attualmente risiede, per intraprendere una carriera musicale.

### Musica
Nel 2009, in Corea del Sud, il suo primo ragazzo la avvicina al mondo del djing insegnandole a sincronizzare due tracce su CD; tornata in Inghilterra per proseguire gli studi, cominciò a suonare in vari locali e a prendere lezioni di produzione su Ableton da Esa Williams. Nel 2014 decise di dedicarsi più seriamente al mondo della musica: lasciò quindi il posto di corrispondente estera per Harper’s Bazaar Korea a Londra e si trasferì a Berlino, in Germania. A Berlino lavora presso vari negozi di dischi e si appassiona alla musica house e techno frequentando diversi locali (in particolare il Berghain, dove si reca talmente tante volte da far soprannominare una zona della pista Peggy zone). Nel 2016 pubblica i primi quattro EP e suona al Berghain, diventando così la prima donna coreana a suonarvici. Da allora inizia a suonare in un gran numero di eventi e festival internazionali fra cui il Coachella Festival, il Primavera Sound Festival, Fuji Rock Festival, Tomorrowland, Club To Club (2018), Kappa FuturFestival, Sònar e il prestigioso Glastonbury Festival (2019). Nel marzo 2019 ha annunciato il lancio della sua etichetta discografica indipendente, la Gudu Records. Nello stesso anno è stata definita da Forbes come una dei leader asiatici pionieri e imprenditori più importanti tra gli under 30. Nel 2019 pubblica il singolo Starry Night realizzando per la prima volta il video musicale di un suo brano, che vede la partecipazione dell'attore sudcoreano Yoo Ah-in. Dal 2019, è comparsa nell'annuale classificata stilata dalla prestigiosa rivista DJ Magazine relativa ai cento migliori disc jockey al mondo, migliorando progressivamente il proprio posizionamento. Dopo altri due singoli pubblicati nel 2021, Gou torna con (It Goes like) Nanana, pubblicato a giugno 2023, che diventa una hit internazionale, debutta infatti nelle classifiche in più di 20 paesi e raggiunge la prima posizione in quattro di questi.

### Moda
Completati gli studi in moda presso il London College of Fashion, nel febbraio 2019 Gou ha lanciato Kirin ("giraffa" in coreano), la sua etichetta di moda facente parte della holding italiana New Guards Group, sotto cui produce abiti streetwear. A metà settembre del 2019, la prima linea di abbigliamento vede la luce al KM20 di Mosca, al Browns Shoreditch di Londra, Lane Crawford di Hong Kong, The Store di Berlino, Boon The Shop di Seul e infine alla Galerie LaFayette di Parigi.

### Attivismo
L'artista è impegnata attivamente nelle campagne contro sessismo e a favore dell'uguaglianza di genere. Nel 2018 ha prodotto un singolo, Shero, pubblicato sull'EP Needs x UN Women present HeForShe, i cui ricavi sono andati a favore di HeForShe, campagna di solidarietà in favore dell'eguaglianza creata da UN Women.

## Discografia

### Album in studio
- 2024 – I Hear You

### DJ Mix
- 2018 – RA.607
- 2019 – DJ-Kicks: Peggy Gou

### EP
- 2016 – Art of War
- 2016 – Art of War (Part II)
- 2016 – Seek for Maktoop
- 2018 – Once
- 2018 – Travelling Without Arriving
- 2019 – Moment

### Singoli
- 2016 – Day Without Yesterday/Six O Six
- 2018 – It Makes You Forget (Itgehane)
- 2018 – Travelling Without Arriving
- 2019 – Starry Night
- 2021 – Nabi (feat. Oh Hyuk)
- 2021 – I Go
- 2023 – (It Goes like) Nanana
- 2023 – I Believe in Love Again (feat. Lenny Kravitz)
- 2024 – 1+1=11
- 2024 – Lobster Telephone
- 2024 – Back to One
- 2024 – Find the Way
- 2025 – D.A.N.C.E

## Riconoscimenti
Top 100 DJ di DJ Magazine
| Anno | Posizione     | Nota      | Rif.   |
| ---- | ------------- | --------- | ------ |
| 2019 | 80            | New entry | [ 20 ] |
| 2020 | 69            |           | [ 20 ] |
| 2021 | 38            |           | [ 20 ] |
| 2022 | 24            |           | [ 20 ] |
| 2023 | 9             |           | [ 21 ] |
| 2024 | 10            |           | [ 22 ] |
| 2025 | Da annunciare |           |        |

- Power Hits Estate
  - 2023 – premio PMI per  (It Goes like) Nanana

## Nella cultura di massa
Nel 2018, il brano It Makes You Forget (Itgehane) tratto dall'EP Once viene inserito nella colonna sonora ufficiale del videogioco di calcio FIFA 19.